# Говорухин, Василий Сергеевич
Васи́лий Серге́евич Говору́хин (1903—1971) — советский учёный-ботаникогеограф, профессор.

## Биография
Родился в 1903 году в городе Рыбинск Ярославской губернии.
Первоначально учился в Иваново-Вознесенском педагогическом институте. Дальнейшее обучение и работа проходили в Москве. В 1927 году окончил Московский университет, а в 1930 году там же — аспирантуру. Одновременно в 1929—1930 работал в Институте кормов.
В 1930—1947 работал в МГУ. С 1938 — кандидат биологических наук; с 1940 — доцент. Работал также в Московском облпединституте и Московском институте геодезии и топографии.
В 1931—1934 работал также в Институте агропочвоведения, а в 1934—1937 и 1939—1946 — в Главном управлении Северного морского пути.
С 1950-х годов — профессор, заведующий кафедрой географии и геологии Московского областного педагогического института.
Проводил многочисленные экспедиционные исследования на территории Советского Союза. Маршруты проходили в различных, порой труднодоступных регионах: Печорском крае, Северном Урале, Кузнецком Алатау, Западной Сибири, Центральном Кавказе и Закавказье, Алтае.
Исследовал тундровые ландшафты (преимущественно пятнистые мохово-кустарничковые тундры), оленеводческие пастбища. В ходе экспедиций открыл ряд ледников.
Умер в марте 1971 года.

## Основные работы
- Флора Урала. 1937.
- География растений с основами ботаники. 1957, 1961 (в соавт.)